# Термоелектрана
Термоелектрана је постројење у коме се хемијска или нуклеарна енергија горива (угаљ, уранијум, нафта, гас…) претвара у топлотну енергију, затим се топлотна енергија помоћу турбине претвара у механичку која се користи за покретање генератора електричне енергије.

## Подела
Према начину добијања механичке енергије која покреће генераторе, термоелектране се деле на: парне, гасне и дизел термоелектране.

## Принцип рада
У ложишту сагорева гориво (угаљ, нафта, гас) и производи се топлотна енергија која загрева котао. Ради бољег сагоревања користе се вентилатори који убацују кисеоник у ложиште. Загревањем воде у котлу добијамо водену пару која се користи за покретање турбине. За покретање турбине потребна је потпуно сува водена пара, па се за њено сушење користи прегрејач паре. Тако осушена пара преноси се у парну турбину, која покреће генератор, који на свом излазу даје електричну струју.
Термоелектране се често граде као термоелектране-топлане (ТЕ-ТО), због бољег искоришћења енергије. Паралелна производња електричне и топлотне енергије назива се когенерација.
| 1. Расхладни торањ                           | 10. Контролни вентил за водену пару | 19. Прегријавање                       |
| 2. Пумпа за расхлађивање воде                | 11. Парна турбина високог притиска  | 20. Вентилација                        |
| 3. Електрични генератор                      | 12. Отпуст гасова из воде           | 21. Подгријавање                       |
| 4. Трансформатор за подизање напонског нивоа | 13. Гријач                          | 22. Усисник ваздуха                    |
| 5. Електрични генератор                      | 14. Трака за довод угља             | 23. Гријач воде                        |
| 6. Ниско притисна турбина                    | 15. Прихват угља                    | 24. Претпроцесно гријање ваздуха       |
| 7. Кондензатна пумпа                         | 16. Ситњење угља у прах             | 25. Електростатичко филтрирање честица |
| 8. Површинска кондензација                   | 17. Бубањ са паром                  | 26. Вентилација                        |
| 9. Средње притисна турбина                   | 18. Прихват пепела                  | 27. Димњак                             |